# 유승봉
유승봉(劉丞奉, 1950년 6월 8일~)은 대한민국의 배우이자 연극인이다. 
전북 김제 출신으로, 1968년 연극배우로 첫 데뷔한 그는 이듬해 1969년 TBC 공채탤런트 9기로 활동했으며, 극단 사조를 대표하였다.

## 출연

### 드라마
- 1982년: KBS1《우둥불》... 종국 역
- 1983년: KBS1《금남의 집》
- 1984년: KBS1《딸의 미소》
- 1986년: MBC 《조선왕조 오백년:남한산성》... 윤집 역
- 1989년: MBC 《철새》
- 1990년: MBC 《춤추는 가얏고》
- 1990년: MBC 《사랑의 종말》
- 1991년: MBC 《여명의 눈동자》 ... 김정식 역
- 1992년: SBS 《모래위의 욕망》 ... 유집사 역
- 1993년: SBS 《댁의 남편은 어떠십니까》
- 1995년: KBS2 《창공》
- 1995년: SBS 《째즈》
- 1996년: SBS 《부자유친》 ... 김 부장 역
- 2001년: SBS 《순자》
- 2002년: MBC 《그대를 알고부터》
- 2002년: KBS1 《인생화보》 ... 달호 역
- 2002년: KBS2 《장희빈》 ... 김덕원 역
- 2004년: KBS1 《금쪽같은 내새끼》
- 2004년: KBS1 《불멸의 이순신》 ... 시마즈 요시히로 역
- 2005년: KBS2 《부활》 ... 형사과장 역
- 2005년: KBS1 《고향역》 ... 김철기 역
- 2005년: KBS2 《장밋빛 인생》 ... 친구2 역
- 2005년: MBC 《직지》 ... 묘덕의 부 역9
- 2005년 KBS 1TV 《HD TV 문학관》메밀꽃 필 무렵 조선달 역
- 2006년: SBS 《사랑과 야망》 ... 정자 아버지 역
- 2006년: KBS1 《순옥이》 ... 윤병조 역
- 2007년: SBS 《조강지처 클럽》 ... 구석기 회장 역
- 2007년: SBS 《아들 찾아 삼만리》 ... 송회장 역
- 2008년: MBC 《내 생애 마지막 스캔들》
- 2008년: SBS 《애자 언니 민자》 ... 고만식 역
- 2009년: SBS 《사랑은 아무나 하나》 ... 이요섭 역
- 2009년: KBS2 《수상한 삼형제》 ... 이상한 역
- 2010년: KBS2 《사랑하길 잘했어》 ... 조 상무 역
- 2011년: SBS 《천일의 약속》 ... 서연 고모부 역
- 2012년: SBS 《폼나게 살거야》 ... 이대팔 역
- 2013년: MBC 《구암 허준》 ... 내의원 유의 정작 역
- 2013년: KBS2 《TV소설 순금의 땅》 ... 행랑 아범 역
- 2013년: KBS2 《왕가네 식구들》 ... 왕봉 친구 주장비 역
- 2014년: KBS1 《당신만이 내사랑》 ... KBC방송국 국장 역
- 2015년: KBS2 《파랑새의 집》 ... 이석진 본부장 역
- 2015년: MBC 《여자를 울려》
- 2015년: KBS1 《징비록》 ... 고경명 역
- 2015년: KBS1 《가족을 지켜라》 ... 고예원 아버지 역
- 2016년: KBS1 《별난가족》 - 정우택 역
- 2016년: KBS2 《동네변호사 조들호》 - 윤상현 역
- 2017년: KBS2 《7일의 왕비》 - 유자광 역
- 2017년: KBS2 《꽃 피어라 달순아!》
- 2018년: KBS2 《파도야 파도야》
- 2019년: MBC 《웰컴2라이프》 - 서영주 부 역 (특별출연)
- 2022년: KBS1 《으라차차 내 인생》 - 박자영 부 역 (특별출연)
- 2022년: KBS2 《현재는 아름다워》 - 민호의 작은아버지 역 (특별출연)
- 2022년: KBS1 《내 눈에 콩깍지》 - 김 회장 역
- 2023년: KBS2 《비밀의 여자》 - 손 사장 역 - 시계방 주인 (특별출연)

### 영화
- 1971년: 《내 아들아》
- 1972년: 《범띠 여고생》
- 1976년: 《이런 마음 처음이야》
- 1988년: 《목밀녀》

### 연극
- 《정직한 사기한》
- 《상하이 집》